# شبکه توری

دیاگرامی از توپولوژی شبکه توری

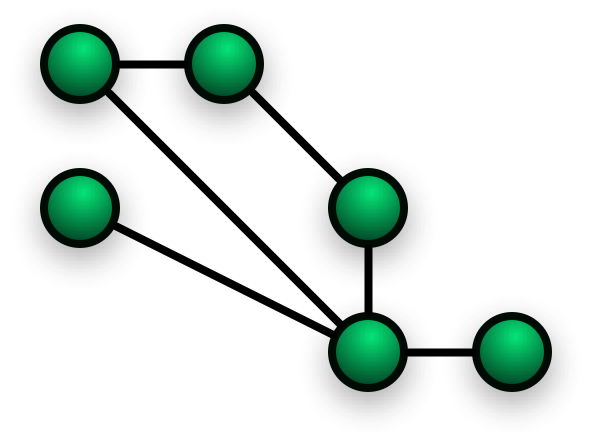
تصویری از طریقه ارتباط در شبکه توری

شبکه توری به شبکه ای گفته می‌شود که هر گره شبکه خود به صورت یک مسیریاب مستقل router عمل می‌نماید، بدون توجه به این که به شبکه ای دیگر متصل است یا خیر. اگر بخشی از شبکه به‌طور مستقیم از یک گره قابل دسترس نباشد، این شبکه از تمام مسیرهای دیگر تلاش می‌نماید تا به گره مورد نظر مسیری را بیابد. شبکه ای که تمام گره‌های آن مستقیماً به یکدیگر متصل می‌باشند، اصطلاحاً شبکه کاملاً متصل (Fully Connected Network) نامیده می‌شود.
عدم وابستگی شبکه به یک گره، به تمامی گره‌ها اجازه می‌دهد تا در انتقال اطلاعات شرکت کنند. شبکه‌های توری خودشان به صورت پویا سازماندهی و پیکربندی می‌شوند؛ بنابراین در صورتی که چند گره از کار بیفتند، این شبکه با پیکربندی مجدد خود به تحمل خطا و کاهش هزینه‌های نگهداری کمک می‌کند.
یک پیام مسیریابی در طول مسیر، با پرش از گره‌ای به گره دیگر  منتشر می‌شود تا به مقصد برسد. برای اطمینان از در دسترس بودن همه مسیرهای آن، شبکه باید امکان اتصالات مداوم را فراهم کند و باید بتواند در اطراف مسیرهای شکسته، خود را با استفاده از الگوریتم‌های خود ترمیمی پیکربندی کند.

## مزیت شبکه‌های توری
شبکه‌های توری قادر به بازسازی هستند: در شبکه‌های توری اگر یکی از گره‌ها شکسته شود یا مسیرهای ارتباطی دچار اختلال شوند، به دلیل وجود مسیریابها و مسیرهای دیگر امکان ارتباط با سایر بخش‌های سالم شبکه وجود خواهد داشت. این نوع شبکه‌ها خیلی قابل اعتماد هستند زیرا اغلب بیش از یک مسیر از یک گره تا گره دیگر وجود دارد. این نوع توپولوژی اغلب در سناریوهای شبکه بی‌سیم مورد استفاده قرار می‌گیرد، هرچند از آن می‌توان در شبکه‌های سیمی نیز استفاده نمود(IEEE 802.1aq).

### نرم‌افزارهای شبکه توری
- شبکه بی‌سیم مش
- Distinct radio node deployments of Wireless Mesh Networking
- BioWeb
- شبکه‌های بی‌سیم ادهاک
- Wireless community network
- شبکه اد هاک متحرک (MANET)
- Vehicular ad-hoc network
  - Intelligent Vehicular AdHoc Network